# Rosenfeld (Badenia-Wirtembergia)
Rosenfeld – miasto w Niemczech, w kraju związkowym Badenia-Wirtembergia, w rejencji Tybinga, w regionie Neckar-Alb, w powiecie Zollernalb. leży ok. 10 km na zachód od Balingen.